# Plan d'aménagement, d'embellissement et d'extension de Pau
Le plan d'aménagement, d'embellissement et d'extension de Pau est un plan de réforme, d'aménagement et d'extension urbaine de la ville de Pau proposé en 1927 par Léon Jaussely. C'est un comportant de longues et larges avenues rayonnant vers la périphérie et reliées par de nombreuses rues, schématiquement concentriques. Ce projet est présenté par le maire Alfred de Lassence le 27 juillet 1927. Le plan Jaussely incarne la toute première politique d'aménagement urbain à l'échelle de la ville de Pau tout entière, anticipant l'évolution d'une ville qui devait passer de 25 000 à 80 000 habitants.
Le plan de l'architecte Léon Jaussely pour la modernisation de la capitale béarnaise voit en effet le jour dans le cadre de la loi Cornudet.  L’architecte avait vu très grand et « prévu que  les limites de la ville neuve pourront englober l’Hippodrome du Pont-Long. ».
Le plan rencontre une forte opposition et ne voit pas le jour. Même si ce plan n'a jamais été mis en œuvre, il a cependant a eu une forte incidence sur les projets urbains palois et le développement urbain vers le nord.
Un Parc Jaussely a été inauguré en 2019 au nord de la ville.

## Principaux projets

### Quartier du Hédas
Le plan Jaussely envisage de transformer le quartier du Hédas en vaste jardin de centre-ville, tel un Central Park palois.

### Hôtel de Ville
Dans le cadre du plan Jaussely, la Halle Clemenceau serait transformée en Hôtel de Ville. Dans ce nouveau bâtiment municipal, serait hébergé tous les services de la ville. On y trouverait, en outre, deux vastes salles des fêtes et un Musée, celui-ci installé à l’étage le plus élevé.

### Hôpital et Lycée
L'hôpital de Pau et le lycée de Pau, installé dans l'ancien domaine des Jésuites achevé en 1640, devaient être déplacés au Nord de la ville, et

### Terrain de sport
Un vaste terrain de sports trouve sa place dans le projet Jaussely. Il comporte un stade destiné à la pratique du rugby à XV (le Stade de la Croix du Prince appartient en effet à la Section paloise), une piste réservée aux exercices équestres du Concours hippique, et d’autres pour les diverses épreuves athlétiques.

### Gare de marchandises
Dans le cadre du projet de transformation du plan Jaussely, une gare de marchandises aurait vu le jour au nord de la ville, au plus proche de l'emplacement réservé aux usines, concrétisant ainsi un très vieux projet palois.

### Place de Verdun
Parmi les transformations qui modifieraient le vieux Pau, il faut noter l’édification d’immeubles sur la place de Verdun, le champ des foires étant déplacé derrière la Caserne Bernadotte.

### Piscines
A noter enfin, le souci de l’architecte de disposer des piscines, en divers points de la ville. On en trouverait une à la Croix-du-Prince, sur l’emplacement actuel du stade et deux autres dans la ville haute. 

### Lac artificiel
L’aménagement d’un lac artificiel proche du quartier du 14-Juillet, face à Gelos, est également prévu.